# 세계 스카우트 연맹

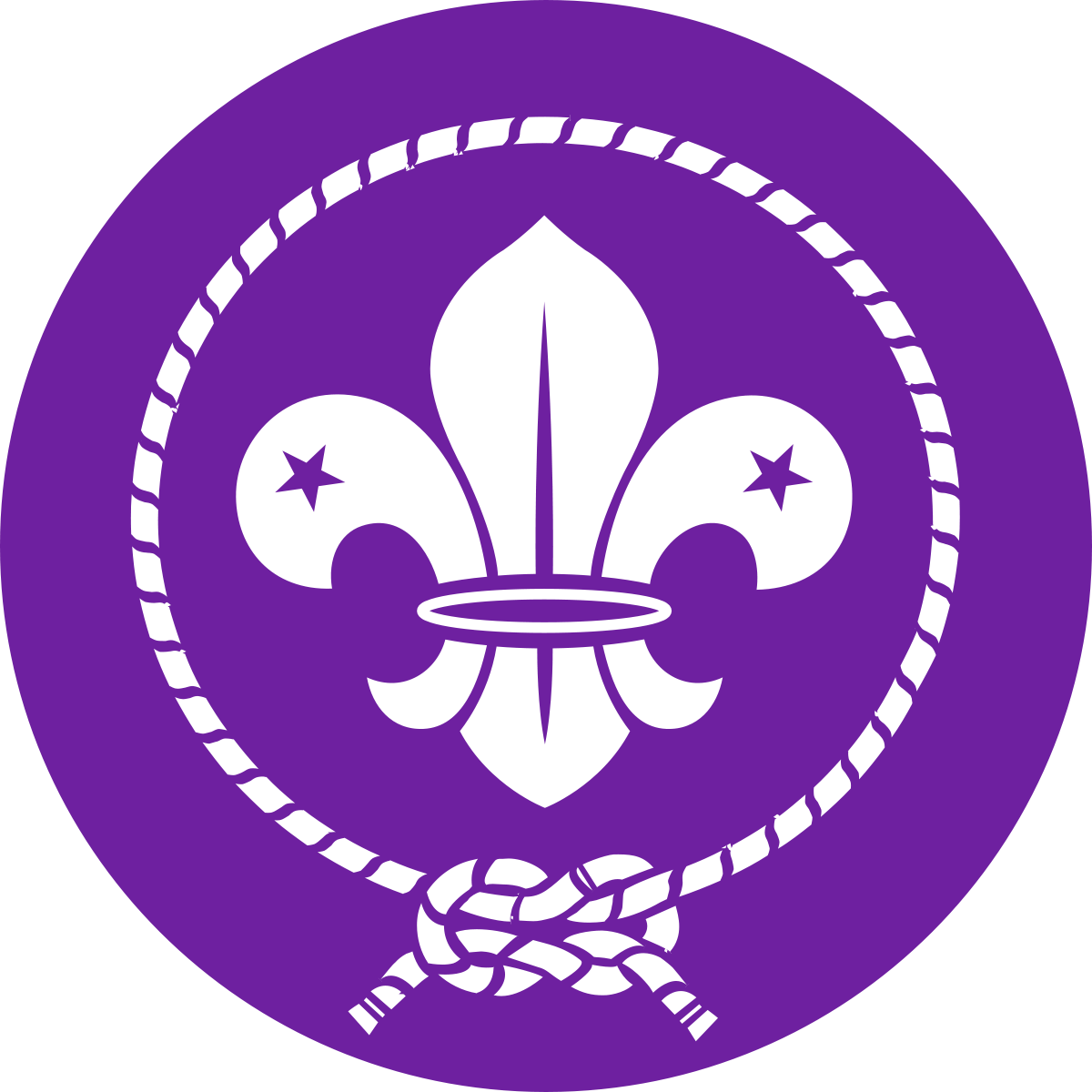
세계 스카우트 연맹의 로고

세계 스카우트 연맹(World Organization of the Scout Movement, WOSM)은 소년을 대상으로 한 스카우트 운동을 주도하는 세계적인 단체이다. 세계 스카우트 연맹 사무국은 스위스 제네바에 위치해 있다.

## 같이 보기
- 세계 스카우트 잼버리